# Wilfred Thesiger

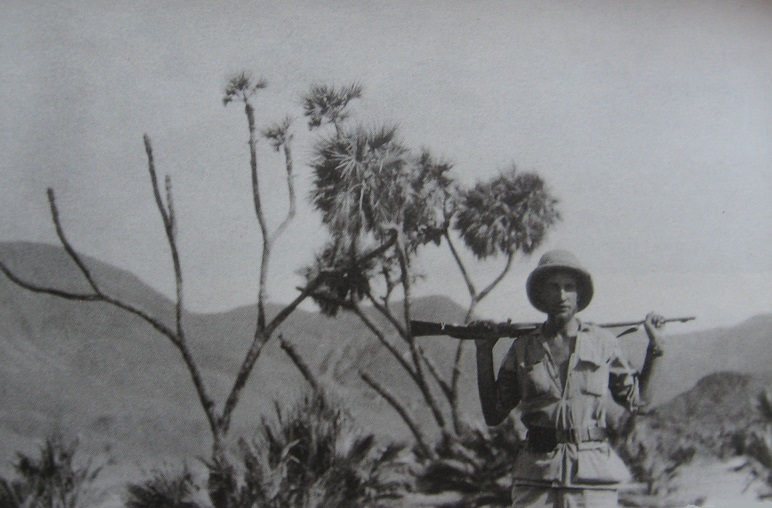
Wilfred Thesiger in Afrika, 1934

Sir Wilfred Patrick Thesiger KBE, DSO (* 3. Juni 1910 in Addis Abeba; † 24. August 2003 in London) war ein britischer Forscher und Autor von Reiseberichten. Sein arabischer Name war Mubarak bin London („Der Gesegnete, Sohn von London“).

## Leben
Er entstammte einer adligen Familie: Sein Großvater Frederic Augustus Thesiger, 2. Baron Chelmsford war Teilnehmer der Äthiopienexpedition von 1868 und später Oberbefehlshaber im Zulukrieg gewesen; sein Onkel Frederic John Napier, 3. Baron Chelmsford, war Vizekönig von Indien 1916–1921.
Er wurde in Addis Abeba, im damaligen Abessinien, als Sohn des britischen Gesandten Wilfred Gilbert Thesiger geboren und genoss eine Ausbildung am Eton College, dem sich ein Studium an der University of Oxford in Geschichte anschloss. Ab 1930 boxte Thesiger in der Universitätsmannschaft und war 1933 deren Kapitän.
Thesiger besuchte 1930 auf Einladung von Kaiser Haile Selassie zu dessen Krönung wieder Äthiopien. 1933 nahm er an einer Expedition der Royal Geographical Society zur Erforschung des Awash-Fluss teil. Während dieser Expedition war er der erste Europäer, der das muslimische Aussa-Sultanat des  Volkes der Afar erreichte und den Abbe-See besuchte.
Ab 1935 arbeitete er im britischen politischen Dienst im Sudan und war in Darfur und am oberen Nil stationiert. Er nahm dabei an mehreren Unternehmen der Sudan Defence Force (SDF) teil, in der er mit Beginn des Zweiten Weltkriegs ebenso wie Siegfried Ferdinand Nadel diente. 1941 nahm er mit der von Orde Wingate gegründeten Gideon Force an den Kämpfen im Ostafrikafeldzug gegen die italienischen Truppen im besetzten Äthiopien teil. Für die Gefangennahme der italienischen Garnison von Agibar wurde er mit dem Distinguished Service Order (DSO) ausgezeichnet.
Im weiteren Verlauf diente er als Agent der Special Operations Executive in Syrien sowie unter Major David Stirling in der Long Range Desert Group in Nordafrika. Thesiger wurde dann als Verbindungsoffizier der aus griechischen Offizieren gebildeten Spezialeinheit Heilige Schar eingesetzt. Er erreichte den Dienstrang eines Majors.
Nach 1945 führte er Expeditionen auf der arabischen Halbinsel in der Rub al-Chali für die Desert Locusts Research Organisation durch. Einer der „Gründe“ für diese Expeditionen war die Suche nach dem Brutgebiet der Heuschrecken, die immer wieder Afrika heimsuchten. Seine Reisen führten ihn in den Irak, nach Persien, Kurdistan, Abessinien, den Sudan, Französisch-Westafrika, Pakistan und Kenia, wo er ab 1968 hauptsächlich lebte. 1994 kehrte er nach England zurück. 1995 wurde er zum Ritter geschlagen.
Thesiger ist für seine Reiseberichte bekannt. Arabian Sands (1959), in Deutschland unter dem Titel Die Brunnen der Wüste erschienen, handelt von seinen Reisen in der Wüste Rub al-Chali zwischen 1946 und 1950 und beschreibt die sich auflösende Kultur der Beduinen. The Marsh Arabs (1964) dreht sich um das traditionelle Leben der Marsch-Araber im Süden des Iraks.
Thesiger fotografierte ausgiebig während seiner Reisen und spendete dem Pitt Rivers Museum Oxford seine Sammlung von 25.000 Negativen.
Im Al Jahili Fort in Al Ain befindet sich eine permanente Ausstellung mit dem Titel "Wilfred Thesiger and the freedom of desert".

## Ehrungen und Auszeichnungen
- 1930: Star of Ethiopia, 3. Klasse.
- 1941: Companion des Distinguished Service Order.
- 1948: Founder's Medal der Royal Geographical Society.
- 1955: Lawrence of Arabia Medal der Royal Central Asia Society.
- 1965: Mitglied der Royal Society of Literature.
- 1966: Burton Memorial Medal der Royal Asiatic Society
- 1982: Fellow der Royal Society of Literature.
- 1982: Fellow der British Academy.